# Enviado del cielo
Enviado del cielo (Heaven Sent) es el título del undécimo episodio de la novena temporada moderna de la serie británica de ciencia ficción Doctor Who, emitido el 28 de noviembre de 2015. Constituye la segunda parte de una historia en tres episodios que comenzó con Cara a cara con el cuervo y concluye con Huido del infierno.

## Argumento
El Duodécimo Doctor acaba de ser testigo de la muerte de Clara y ha sido teletransportado a un extraño castillo, cuyas habitaciones no dejan de cambiar de lugar y de ordenarse en cuanto las abandona. Una criatura con aspecto de Parca, llamada el Velo, le persigue en todo momento y es suficiente para que la furia del Doctor por la muerte de su acompañante se transforme en miedo, haciéndole huir. La criatura solo se detiene cuando el Doctor le confiesa alguna verdad y es la única forma que tiene de escapar temporalmente, ya que no puede salir del castillo, que está rodeado de océanos por todas partes, cuyo fondo está cubierto de calaveras. Deduce que la criatura y el sitio son una sala de torturas destinadas a hacerle confesar algo, un terrible secreto que ha guardado durante muchos años y que hace referencia al Híbrido, una criatura mitad Dalek mitad Señor del Tiempo que, según las profecías de Gallifrey, está destinada a derrocar a los Señores del Tiempo y poner fin al orden establecido en Gallifrey. La única pista que encuentra para intentar escapar es encontrar la habitación 12, con el problema de la persecución constante y del movimiento continuo de las habitaciones.

## Recepción
El episodio tuvo una audiencia nocturna de 4,51 millones de espectadores en Reino Unido y un 20,7% de cuota.

### Recepción de la crítica
Heaven Sent recibió la aclamación de la crítica, con la mayoría de críticos declarando que era el mejor episodio de la temporada, y posiblemente uno de los mejores de todos los tiempos. Muchas de las críticas más elogiosas se dirigieron hacia el guion de Steven Moffat y la dirección de Rachel Talalay. La interpretación de Peter Capaldi recibió aclamación positiva universal.
Patrick Mulkern de Radio Times le dio al episodio una puntuación de 5 estrellas sobre 5, diciendo que "El espectáculo de un solo hombre de Peter Capaldi es un clásico instantáneo". Siguió diciendo que "Esta es la hora de Peter Capaldi y se la ha ganado... pero este brillante, audaz y extenso episodio es un espectáculo de un solo hombre - una proeza del magnífico Capaldi. Este año se ha hecho el papel suyo" y dijo que la estructura del episodio "funciona perfectamente sin parecer nunca artificial". Siguió diciendo que "(Steven Moffat) ha estructurado la narrativa con su intrincación de fábrica. Capaldi la interpreta a la perfección - al momento, en todo momento. Rachel Talalay empapa la producción en atmósfera y la sostiene hasta la misma revelación final". Llamándo al episodio una "obra maestra retorcedora de mentes", Morgan Jeffery de Digital Spy dijo que también fue "uno de los episodio más surrealistas hasta la fecha". Siguió diciendo que "el autor Steven Moffat subvierte inteligentemente la expectación de que esto será una huida de bajo presupuesto con el añadido de Capaldi expresando extrañamente sus pensamientos interiores en voz alta. Hay mucho del Doctor 'hablando consigo mismo', es verdad, pero siempre hay una razón". Cerró su crítica diciendo: "Heaven Sent es brillante, pero también está lo más lejos de un entretenimiento grande, amplio y familiar que se puede estar. El programa ha sido obtuso y un poco raro antes, pero nada como esto, y este rechazo a los trucos estándar de Doctor Who puede que sea demasiado para algunos. Pero si estás dispuesto a mirar más allá y abrazar su extrañeza, acabarás cautivado. Porque esto es ciencia ficción inteligente y exigente, del tipo que BBC One debería animarse a emitir".
Dándole al episodio un 9,5, calificado como "impresionante" y la puntuación más alta de la temporada, Scott Collura de IGN alabó particularmente la conclusión del episodio diciendo: "es un giro emocionante y sorprendente en este episodio que envía toda la cascada de sucesos a un bombardeo de imágenes y sonidos que no se olvidarán con facilidad. El descubrir que el océano de calaveras es en realidad un océano de calaveras del Doctor mientras la banda sonora sutil de guitarra prosigue y se extiende con belleza es impresionante". Siguió alabando la "revelación del híbrido" así como la interpretación de Capaldi, y cerró su crítica diciendo: "Un gran episodio de Doctor Who que sirve para mandar a esta temporada mayoritariamente excelente hacia su final, Heaven Sent muestra un espectáculo de un solo hombre que deja sin aliento y un final inesperado que lo convierte en uno de los mejores episodios de la serie moderna". Calificándolo como "un épico espectáculo de un solo hombre", Tim Liew de Metro también alabó el episodio, diciendo que "le encantó". Particularmente alabó a Steven Moffat y Peter Capaldi, diciendo que "Steven Moffat da un paso audaz desnudando esta historia hasta los huesos y poniendo el peso sin tapujos sobre los hombros de Peter Capaldi. Y Capaldi cumple al 100%, llevando cada escena y mostrando todas las facetas de su Doctor. Es una interpretación de hermosas texturas, realzada por una nueva banda sonora soberbia del compositor de la serie Murray Gold. Muchos fans, incluyéndome a mí, tenían al principio dudas sobre si Capaldi podría tener éxito como el Doctor. Si quedaba alguna duda, este episodio las ha mandado a descansar seguro". También alabó la estructura del episodio diciendo: "como historia, el episodio se construye lentamente, haciendo una virtud del paso lento del Velo con un guiño consciente a todos esos enemigos de los que el Doctor siempre está corriendo. Pero solo es los minutos finales que las piezas del puzzle encajan y que la escala épica del episodio se revela por fin".